# Nassim Nicholas Taleb
Nassim Nicholas Taleb, född 1960 i Amioun, Libanon, är en libanesisk-amerikansk nationalekonom, ekonomikritiker och populärvetenskaplig författare. 
Taleb, vars föräldrar var franska medborgare, disputerade för filosofie doktorsexamen i Paris 1998. Han har skrivit böckerna Fooled by Randomness, The Black Swan, The Bed of Procrustes och Antifragile. Hans senaste bok på svenska är Skin in the game: Vikten av delad risk, utgiven på Volante och översatt av Pär Svensson (2019). Taleb är känd för sina teorier om osäkerhet och oväntade händelser, och hur individer och organisationer bör förhålla sig till dessa.
Talebs familj härstammar från Libanon. Konflikterna i området och de oväntade dramatiska händelser som följde var enligt Taleb själv av betydande vikt för hans idéer och tankesätt kring risk och osäkerhet. Taleb studerade senare sannolikhetslära och handel i Frankrike och USA, samt arbetade som handlare (floor trader) på börsen i Chicago. Taleb kom senare att starta sin egen Hedgefond baserad på samma idéer och filosofi som han utvecklar i sina böcker. Talebs rykte växte betydligt efter 2008, då han korrekt förutsade att det amerikanska låneföretaget Fannie Mae skulle komma att kollapsa på grund av sin illa balanserade portfölj.
Taleb har även kritiserat IQ, som han menar är en pseudovetenskaplig bluff.

## Terminologi
Dessa termer använder Nassim Taleb när han beskriver sin filosofi:
- Svart svan (black swan) - en oväntad händelse med extrema konsekvenser som sker utan varning och är omöjlig att förutse.
- Skinn i leken (skin in the game) - vad en aktör måste ha för att sträva emot det för alla bästa alternativet. Till exempel en helikopterpilot har så kallat skinn i leken då han själv är med i helikoptern han flyger och man kan då anta att han tar ansvar och utför sin uppgift på säkrast vis. Motsatsen är till exempel bankirerna på Wall Street som, oavsett vilken risk de tar, blir utlösta av staten i slutändan, eller politiker som i bekväma luftkonditionerade rum beslutar om invasioner av andra länder utan någon risk för dem själva. Den beslutsfattare som har skinn i leken måste alltså även utstå de eventuella negativa följderna av sitt beslut. Detta ska då förklara varför vissa tar obefogade risker. Med skinn i leken tillåts försiktighetsprincipen verka.
- Antifragilitet - en egenskap hos system som kan växa och bli starkare som ett resultat av skador. Till exempel kan nya djurarter utvecklas i naturen när levnadsvillkoren i en miljö förändras. Antifragila system "vill" bli skadade och attackerade.
- Hormesis - den tillväxt som sker efter en skada eller chock i ett antifragilt system. Taleb hävdar att alla levande organismer behöver någon grad av hormesis för att hålla sig vid god hälsa. På grund av detta håller han det moderna samhället för att vara skadligt, då det finns en överdriven tendens att åtgärda även små risker och faror som har en hälsosam effekt för människor på lång sikt.
- Konvexitet/konkavitet
- Fraktalitet
- Sovjet-Harvard-kunskap
- Via negativa